# A1-es autópálya (Bulgária)

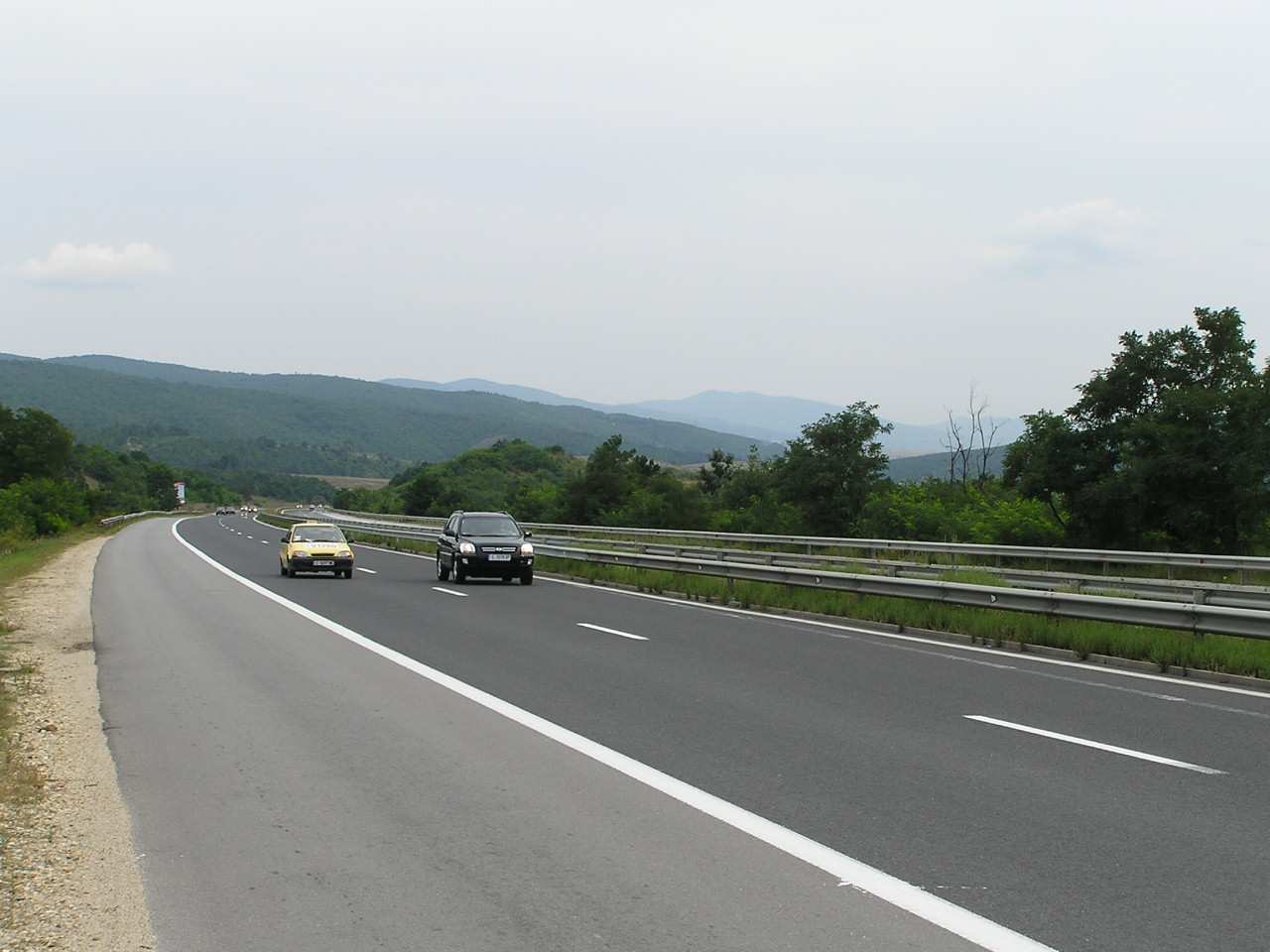
A trák autópálya

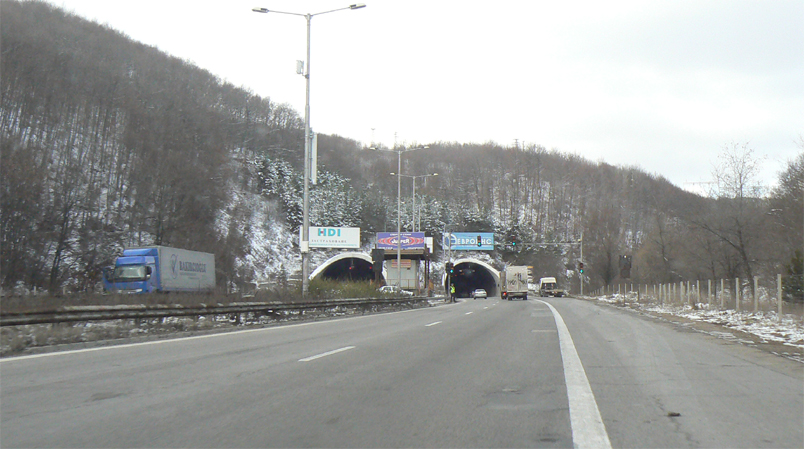
A Trajanovi vrata alagút egyik bejárata

Az A1 (bolgárul: Aвтомагистрала Тракия) egy autópálya Bulgáriában. Hossza kb. 360 km. Az autópálya Szófiát köti össze Plovdivval, Burgasszal és a Fekete-tengeri nyaralóhelyekkel, elsősorban a Naposparttal, emiatt nyáron jelentősen megnő a forgalom. Az autópálya a Szófiai körgyűrűre csatlakozik, ahonnan kiindul az A2-es autópálya Várna irányába, az A3-as autópálya pedig Görögországgal teremt közvetlen gyorsforgalmi kapcsolatot.

## Története
Az autópálya építése 1973-ban kezdődött meg Szófia és Novi Han közti szakaszon, ami 10 km volt, a forgalomnak 1978-ban adták át a szakaszt. 1984-ben az autópálya elérte Plovdivot, ami Bulgária második legnagyobb városa. 1995-ben átadták a Plovdiv és Plodovitovo közti 32 km-es szakaszt, ez a beruházás Európai Újjáépítési és Fejlesztési Bankkal bolgár állammal való közös finanszírozásban történt. 2000-ben az Európai Befektetési Bank által nyújtott hitelből kezdték el Orizovo és Stara Zagora illetve Karnobat és Burgasz közti szakaszok építését. Karnobat és Burgasz közti 36 km-es szakaszt 2006-ban adták át, az Orizovo és Stara Zagora közti 72 km-es szakaszt 2007-ben adták át.
2005-ben a bolgár kormány egy vitatott koncessziós szerződést kötött egy portugál konzorciummal, ugyanis a konzorciumot pályáztatás nélkül választották ki. A szerződés 35 éves időtartamra szólt és tartalmazta hogy a konzorcium vállalja az autópálya Kalotnia bolgár-szerb határátkelőhelytől Burgaszig való teljes kiépítését, amivel 435 km-es lenne az autópálya. A szerződést ennek ellenére 2008-ban felbontották és Stara Zagora-Karnobat szakaszt az Európai Unió Kohéziós Alapjaiból finanszírozták.
2009-ben és 2010-ben pályázatot írtak ki a hiányzó Stara Zagora-Nova Zagora, Nova-Zagora-Yambol Nyugat és Yambol Nyugat-Karnobat összesen 116, 8 km-es szakaszok megépítésére.  2012-ben adták át Stara Zagora- Yambo Nyugat szakaszt, 2013. július 15.-én átadták Yambol- Kelet és Karnobat közti szakaszt, amivel teljessé vált az autópálya kiépítettsége.

## Útja
Szófia (A7) - Ihtiman - Pazardzsik - Plovdiv - Opizovo (A3) - Csirpan - Sztara Zagora - Nova Zagora - Jambol - Burgasz